# Molophilus verticalis
Molophilus verticalis är en tvåvingeart som beskrevs av Alexander 1927. Molophilus verticalis ingår i släktet Molophilus och familjen småharkrankar. Inga underarter finns listade i Catalogue of Life.